# 常州地铁2号线
常州地铁2号线是常州地铁东西走向的地铁线路，起讫站为青枫公园站和五一路站。一期工程线路全长19.79千米，共设车站15座，于2021年6月28日开通运营。2022年7月26日起，常州地铁2号线进行部分区域声屏障施工，施工期间，地铁2号线运营区间调整为青枫公园至青洋路站，丁堰站、潞城站、五一路站3个车站和区间暂停运营；9月1日起恢复运营。

## 车站
常州地铁2号线的车站信息如下：
| 站名          | 换乘线路        | 所在地         | 启用时间      | 站台形式     |
| ------------- | --------------- | -------------- | ------------- | ------------ |
| 常州地铁2号线 |                 |                |               |              |
| 青枫公园      |                 | 钟楼区         | 2021年6月28日 | 地下二层岛式 |
| 海棠路        |                 | 钟楼区         | 2021年6月28日 | 地下二层岛式 |
| 五星          |                 | 钟楼区         | 2021年6月28日 | 地下二层岛式 |
| 勤业          |                 | 钟楼区         | 2021年6月28日 | 地下二层岛式 |
| 怀德          | █ 5号线（在建） | 钟楼区         | 2021年6月28日 | 地下三层岛式 |
| 南大街        |                 | 钟楼区         | 2021年6月28日 | 地下三层岛式 |
| 文化宫        | █ 1号线         | 天宁区         | 2021年6月28日 | 地下二层岛式 |
| 红梅公园      |                 | 天宁区         | 2021年6月28日 | 地下二层岛式 |
| 五角场        |                 | 天宁区         | 2021年6月28日 | 地下二层岛式 |
| 三角场        |                 | 天宁区         | 2021年6月28日 | 地下二层岛式 |
| 紫云          | █ 6号线（在建） | 天宁区         | 2021年6月28日 | 地下二层岛式 |
| 青洋路        |                 | 常州经济开发区 | 2021年6月28日 | 地下二层岛式 |
| 丁堰          |                 | 常州经济开发区 | 2021年6月28日 | 地下二层岛式 |
| 潞城          |                 | 常州经济开发区 | 2021年6月28日 | 地下二层岛式 |
| 五一路        |                 | 常州经济开发区 | 2021年6月28日 | 高架三层岛式 |